# Dilma Rousseff
Dilma Vana Rousseff, född 14 december 1947 i Belo Horizonte, Minas Gerais, är en brasiliansk ekonom, politiker för Arbetarpartiet (Partido dos Trabalhadores, PT) och Brasiliens president från 1 januari 2011 till 31 augusti 2016. 
Rousseff var energiminister 2003–2005. Mellan 2005 och 2010 tjänstgjorde hon som stabschef för den dåvarande presidenten Lula da Silva. Rousseff valdes den 31 oktober 2010 till Brasiliens första kvinnliga president. Rousseff var Brasiliens president från 2011 till 2016, då hon avsattes av Brasiliens förbundssenat på grund av korruptionsanklagelser.

## Ungdom och politisk karriär

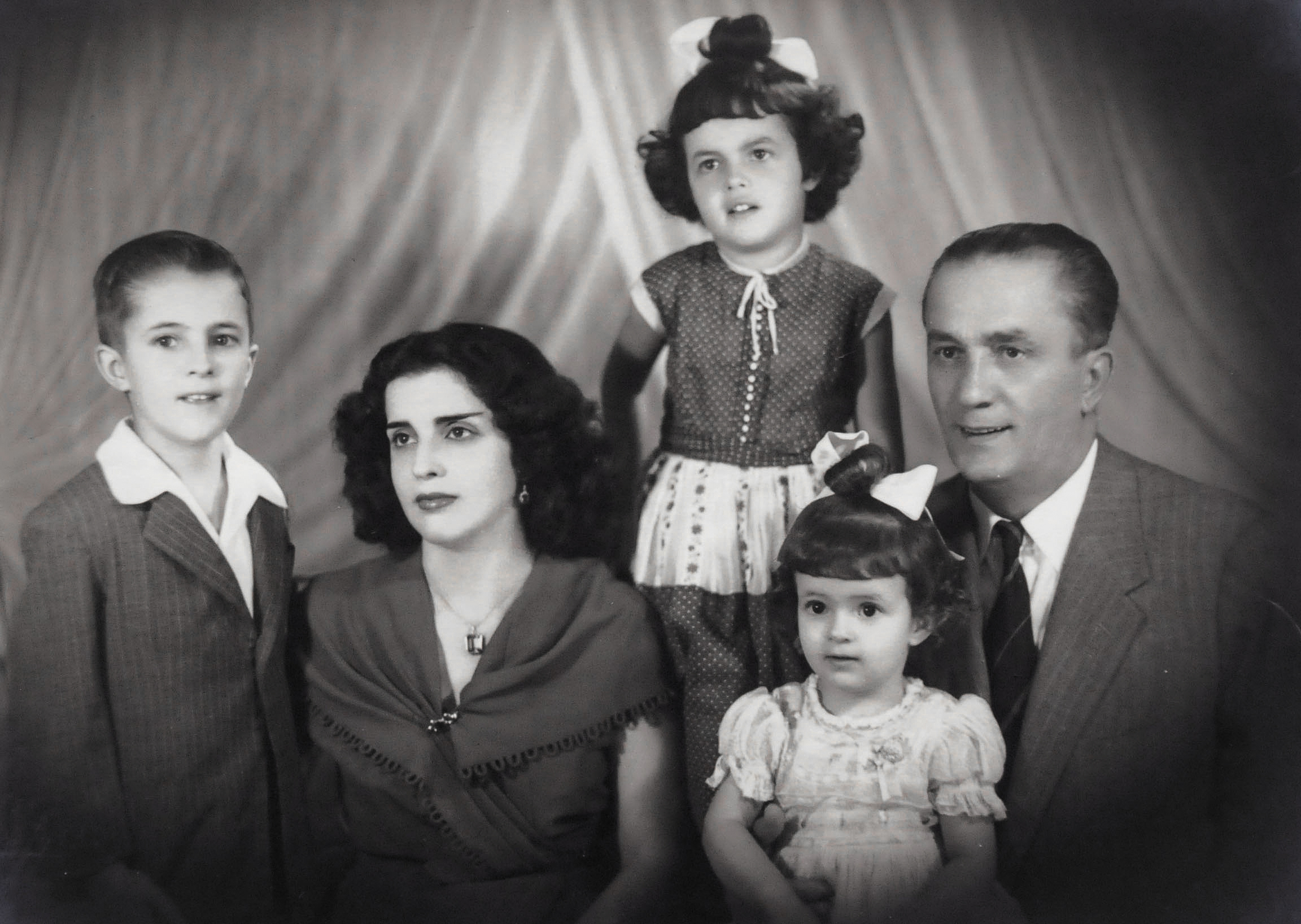
Dilma Rousseff (mitten) med föräldrar och syskon.

Dilma Rousseff är dotter till den bulgarisk-brasilianska advokaten och entreprenören Pedro Rousseff (ursprungligen Pétar Russév) och läraren Dilma Jane Silva. Hon växte upp i ett övre medelklasshem i Belo Horizonte. 
1964 störtades Brasiliens president president João Goulart i en militärkupp. Rousseff blev involverad i vänsteroppositionen mot den nya regeringen, och engagerade sig i den militanta gruppen Comando de Libertação Nacional (COLINA). 1968 gifte hon sig med aktivisten Cláudio Galeno Linhares. Paret levde under en tid gömda i Rio de Janeiro, innan de flydde till Porto Alegre. Som medlem i Colina hjälpte hon till att planera tre bankrån.
1970 arresterades hon av regeringsstyrkor. Hon satt i fängelse 1970-1972,  där hon utsattes för tortyr i 22 dagar.
När Rousseff släpptes från fängelset fortsatte hon sin utbildning och 1977 tog hon en universitetsexamen i ekonomi från Universidade Federal do Rio Grande do Sul. Efter det påbörjade hon en politisk karriär. 2002 började hon jobba för Lula da Silvas presidentkampanj. När konstitutionen stoppade Lula från att kandidera för en tredje mandatperiod i rad utsåg han Rousseff som sin efterträdare.

## Tiden som president
Rousseff ställde upp som kandidat för Partido dos Trabalhadores (Arbetarnas parti, förkortat PT) och valdes den 31 oktober 2010 till Brasiliens första kvinnliga president. Hon omvaldes 2014 men avsattes från ämbetet 2016.
Rousseffs inhemska agenda fokuserade på upprätthållande av ekonomisk stabilitet, fattigdomsbekämpning, politiska reformer, skattereformer och skapande av jobb. Hennes utrikespolitik betonade mänskliga rättigheter, multilateralism, fred och icke-ingripande. Hon inrättade en sanningskommission för att undersöka försvinnanden och kränkningar av mänskliga rättigheter under militärstyret.
Men redan 2011 skakades Rousseff av korruptionsanklagelser mot flera ministrar. Det följdes av en ekonomisk nedgång, vilket ledde till att hennes popularitet dalade. Rousseff var 2014 inblandad i en polisutredning om mutor vid det statliga oljebolaget Petrobras, och hennes andra mandatperiod kantades av stora demonstrationer, för och mot Rousseff och Arbetarnas parti. Rousseff kopplades också till mutor från svenska Saab, i utbyte mot att köpa 36 Gripen NG i en av de största svenska exportaffärerna någonsin.
Den 12 maj 2016 avsattes Rousseff från sitt ämbete i sex månader av förbundssenaten, på grund av anklagelser om korruption. Vicepresident Michel Temer var fungerande president under den perioden. Temer blev Rousseffs efterträdare efter att senaten fattat beslutet att permanent avsätta henne.